# Puebla de Azaba
Puebla de Azaba ist ein Ort und eine nordspanische Gemeinde (municipio) mit 142 Einwohnern (Stand: 2024) in der Provinz Salamanca in der Autonomen Gemeinschaft Kastilien und León. Die Gemeinde besteht neben dem Hauptort und Verwaltungssitz Puebla de Azaba aus der Ortschaft Castillejo de Azaba.

## Geografie
Puebla de Azaba liegt etwa 125 Kilometer südwestlich von Salamanca nahe der portugiesischen Grenze in einer Höhe von ca. 670 m. Der Río Azaba fließt im Norden der Gemeinde. 

## Bevölkerungsentwicklung
| Jahr      | 1900 | 1950 | 1960 | 1970 | 1981 | 1991 | 2001 | 2011 | 2021 |
| Einwohner | 539  | 689  | 613  | 544  | 442  | 334  | 280  | 229  | 140  |

## Sehenswürdigkeiten
- Athanasiuskirche (Iglesia de San Anastasio)

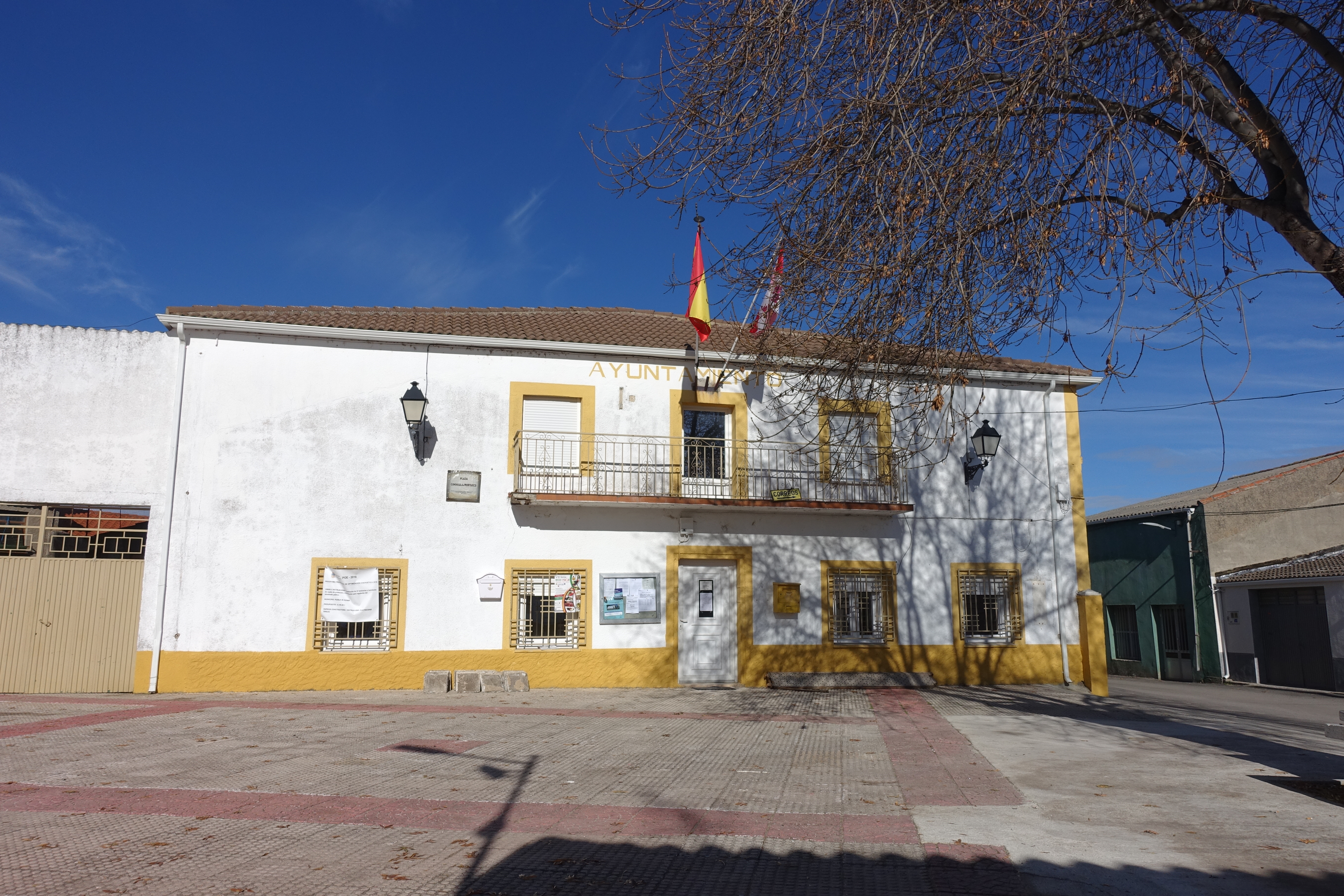
Rathaus

## Gemeindepartnerschaft
Mit der philippinischen Gemeinde Baler besteht eine Partnerschaft durch die Herkunft eines der Soldaten, der an der Belagerung von Baler teilgenommen hatte.